# Lista siturilor arheologice din județul Arad - L
Lista siturilor arheologice din județul Arad - L conține toate siturile arheologice din județul Arad înscrise în Repertoriul Arheologic Național (RAN) și aflate în localități al căror nume începe cu litera L. RAN este administrat de Ministerul Culturii și Patrimoniului Național și cuprinde date științifice, cartografice, topografice, imagini și planuri, precum și orice alte informații privitoare la zonele cu potențial arheologic, studiate sau nu, încă existente sau dispărute.
Puteți căuta un sit din localitățile care încep cu litera L folosind formularul de mai jos sau puteți naviga prin toate siturile din județ la Lista siturilor arheologice din județul Arad.
| Cod RAN                               | Denumire | Localitate  | Adresă                                 | Datare                        | Descoperit | Coordonate | Imagine           | Erori            |
| ------------------------------------- | --- | ----------- | -------------------------------------- | ----------------------------- | ---------- | ---------- | ----------------- | ---------------- |
| 9583.01.01 (Cod LMI: AR-I-s-B-00442)  | Situl arheologic de la Lipova - "La Hodaie" / ansamblu anonim (Categorie: locuire civilă) (Tip: Așezare)                                    | oraș Lipova | La Hodaie, Odăi, Cioiloc sau Pepinieră | Vinča                         |            |            | Încărcați imagine | Raportați eroare |
| 9583.01.02 (Cod LMI: AR-I-s-B-00442)  | Situl arheologic de la Lipova - "La Hodaie" / ansamblu anonim (Categorie: locuire civilă) (Tip: așezare)                                    | oraș Lipova | La Hodaie, Odăi, Cioiloc sau Pepinieră |                               |            |            | Încărcați imagine | Raportați eroare |
| 9583.01.03 (Cod LMI: AR-I-s-B-00442)  | Situl arheologic de la Lipova - "La Hodaie" / ansamblu anonim (Categorie: locuire civilă) (Tip: așezare)                                    | oraș Lipova | La Hodaie, Odăi, Cioiloc sau Pepinieră | dacică                        |            |            | Încărcați imagine | Raportați eroare |
| 9583.01.04 (Cod LMI: AR-I-s-B-00442)  | Situl arheologic de la Lipova - "La Hodaie" / ansamblu anonim (Categorie: locuire civilă) (Tip: așezare)                                    | oraș Lipova | La Hodaie, Odăi, Cioiloc sau Pepinieră | sec.X-XI d.Chr.               |            |            | Încărcați imagine | Raportați eroare |
| 9583.04.01 (Cod LMI: AR-II-m-A-00623) | Bazarul "Sub dughene" (Bazarul Turcesc) de la Lipova / ansamblu Bazarul "Sub dughene" (Categorie: bazar) (Tip: Bazar)                       | oraș Lipova | Piața Republicii 6                     | sec. XVII                     |            |            | Încărcați imagine | Raportați eroare |
| 9583.06.01                            | Situl arheologic de la Lipova - Lipova-Băi / ansamblu anonim (Categorie: locuire) (Tip: așezare)                                            | oraș Lipova | Lipova-Băi                             | Otomani                       |            |            | Încărcați imagine | Raportați eroare |
| 9583.06.02                            | Situl arheologic de la Lipova - Lipova-Băi / ansamblu anonim (Categorie: locuire) (Tip: așezare)                                            | oraș Lipova | Lipova-Băi                             | dacică                        |            |            | Încărcați imagine | Raportați eroare |
| 9583.06.03                            | Situl arheologic de la Lipova - Lipova-Băi / ansamblu anonim (Categorie: locuire) (Tip: așezare)                                            | oraș Lipova | Lipova-Băi                             | sec.XI-XII d.Chr.             |            |            | Încărcați imagine | Raportați eroare |
| 9583.07.01                            | Situl arheologic de la Lipova-Ciornabara / ansamblu anonim (Categorie: locuire) (Tip: așezare)                                              | oraș Lipova | Ciornabara                             |                               |            |            | Încărcați imagine | Raportați eroare |
| 9583.07.02                            | Situl arheologic de la Lipova-Ciornabara / ansamblu anonim (Categorie: locuire) (Tip: așezare)                                              | oraș Lipova | Ciornabara                             | daco-romană sec.III-IV d.Chr. |            |            | Încărcați imagine | Raportați eroare |
| 9583.08.01                            | Fortificația hallstattiană de la Lipova-Coasta Rea / ansamblu anonim (Categorie: fortificație) (Tip: Fortificație cu val de pământ și șanț) | oraș Lipova | Coasta Rea                             |                               |            |            | Încărcați imagine | Raportați eroare |
| 9583.09.01                            | Valul roman de la Lipova-Dâlma / ansamblu anonim (Categorie: fortificație) (Tip: Val de pământ)                                             | oraș Lipova | Dâlma                                  | romană                        |            |            | Încărcați imagine | Raportați eroare |
| 9583.10.01                            | Așezarea de epocă medievală de la Lipova-Dealul Morilor / ansamblu anonim (Categorie: locuire) (Tip: așezare)                               | oraș Lipova | Dealul Morilor                         | sec.X-XI d.Chr.               |            |            | Încărcați imagine | Raportați eroare |
| 9583.11.01                            | Așezarea de epoca medievală timpurie de la Lipova-Cioiloc / ansamblu anonim (Categorie: locuire) (Tip: așezare)                             | oraș Lipova | Cioiloc                                |                               |            |            | Încărcați imagine | Raportați eroare |
| 9583.12.01                            | Fortificațiile medievale de la Lipova - Coasta Rea, Lipovița / ansamblu anonim (Categorie: fortificație) (Tip: Fortificație)                | oraș Lipova | Lipovița, Coasta Rea                   | sec.XIII-XIV d.Chr.           |            |            | Încărcați imagine | Raportați eroare |